# Court Street Bridge
Court Street Bridge est un pont en arc en pierre situé à Rochester dans le Comté de Monroe (New York). Il permet de traverser la Genesee River.
Le Court Street Bridge a été inscrit le 11 octobre 1984 au Registre national des lieux historiques.

## Histoire
Ce pont a été conçu par l'ingénieur J. Y. McClintock et a été construit en 1893.

## Structure
Le pont est composé de six arches au-dessus de la rivière et de deux arches dessus le Johnson and Seymour Raceway et le canal Érié. Les travées font 15 mètres de long et font entre 4 et 6 mètres de haut.